# هيوة (المخادر)

تعديل مصدري - تعديل

هيوة هي إحدى قرى عزلة الصفي بمديرية المخادر التابعة لمحافظة إب، بلغ تعداد سكانها 357 نسمة حسب تعداد اليمن لعام 2004.